# مقاطعة بينتون (ميسيسيبي)
مقاطعة بينتون هي مقاطعة في مسيسيبي، بلغ عدد سكانها 8٬729  نسمة، في 2010، عاصمتها أشلاند، تبلغ مساحتها 1٬058 كيلومتر مربع.

## الموقع
تشترك في الحدود مع:
- مقاطعة هاردمان
- مقاطعة يونيون.

## التقسيمات الإدارية
- أشلاند.